# Lisy Fischer

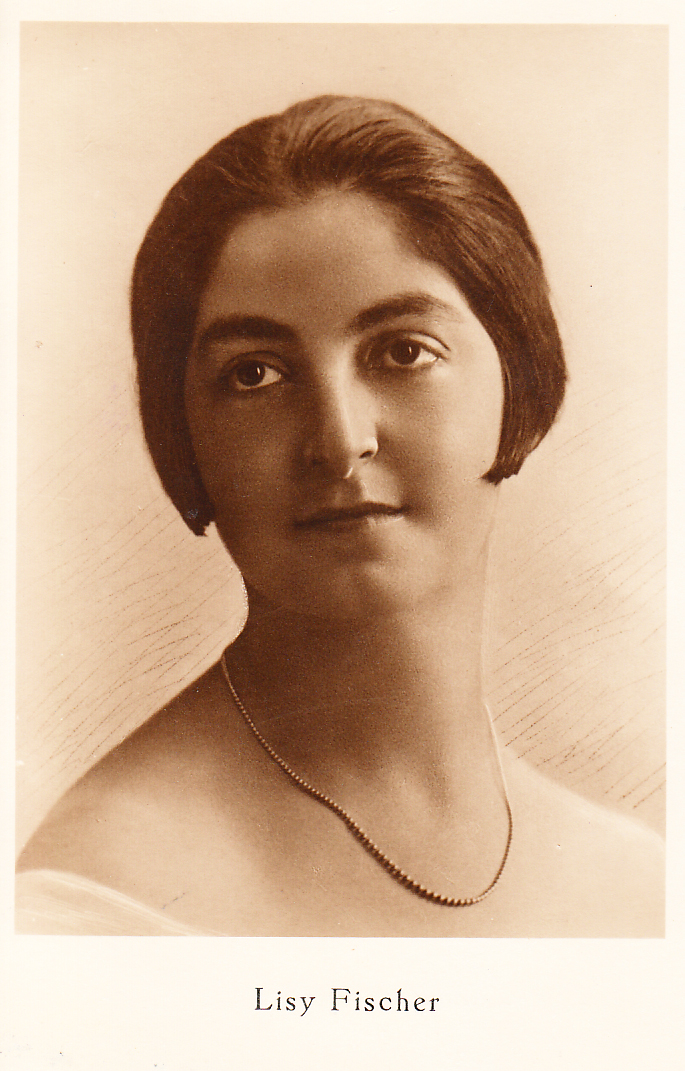
Lisy Fischer

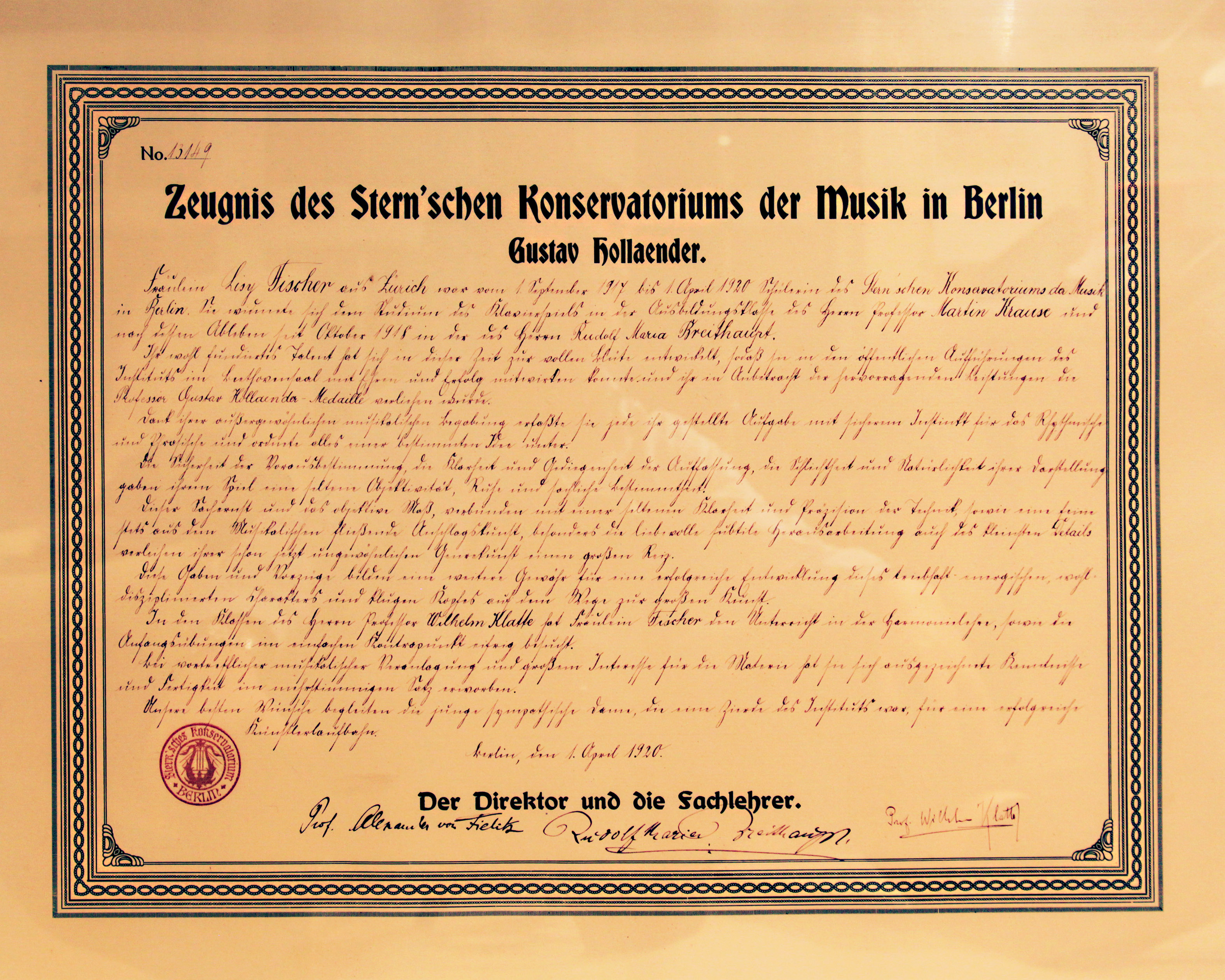
Fischers Diplom am Konservatorium Berlin

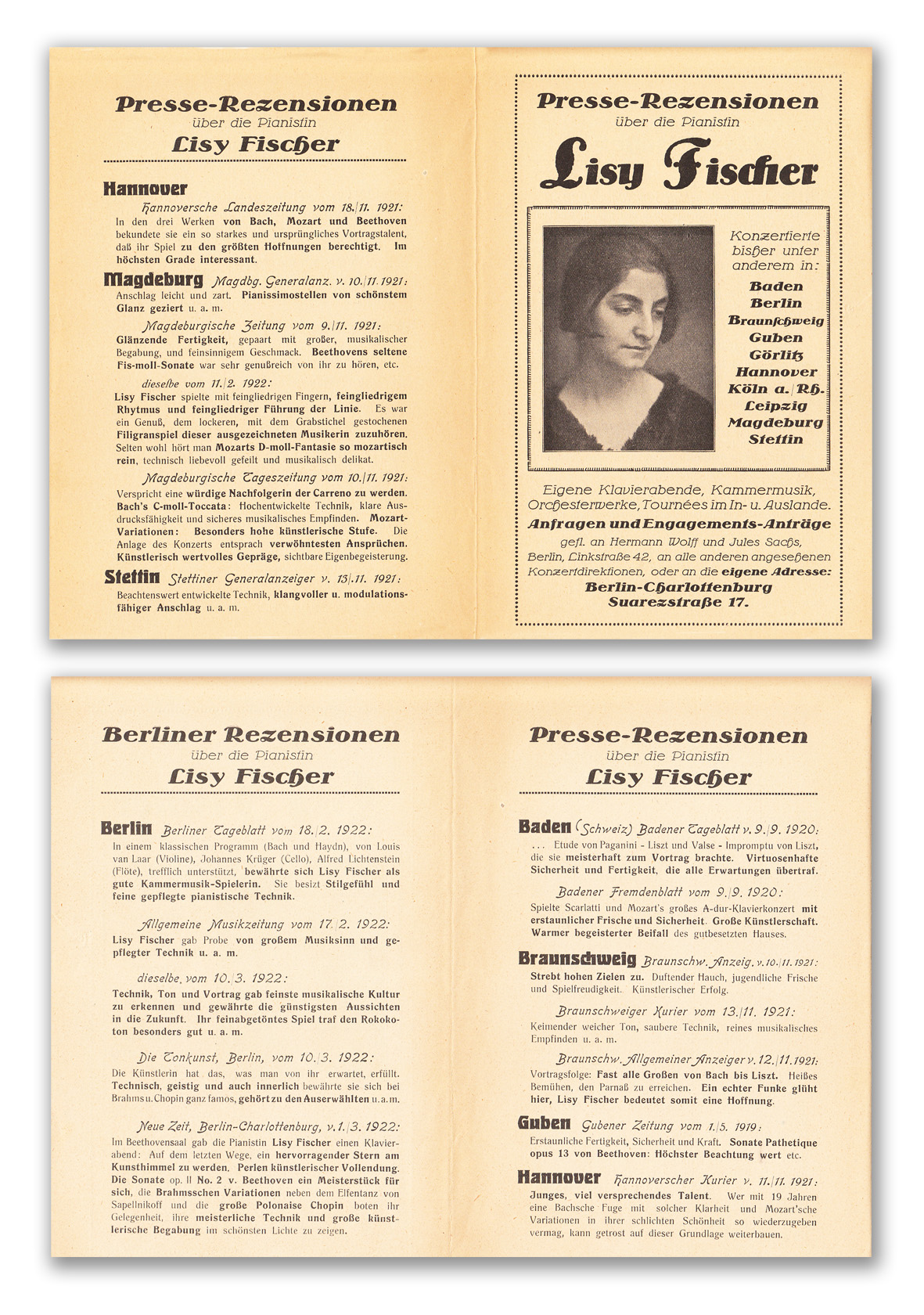
Werbebroschüre für Lisy Fischer mit Presseauszügen

Elisabeth „Lisy“ Fischer (geboren 22. August 1900 in Zürich; gestorben 6. Juni 1999 in Newcastle upon Tyne) war eine Schweizer Pianistin aus einer talentierten jüdischen Familie. Sie galt als Wunderkind und gab schon mit 11 Jahren Rezitals in Genf unter der Anleitung von Lucien Grou de Flagny und später Charles Barbier.

## Leben und Wirken

### Privates
Lisy Fischer wurde als Tochter von Arthur Fischer (aus dem preussischen Eylau, jetzt Iława in Polen) und Bertha Hochstetter (aus Liedolsheim, Deutschland) in Zürich geboren. Sie hatte grosses musikalisches Talent und lernte schon früh das Klavierspiel. Bald galt sie als Wunderkind und trat öffentlich auf. Ihr Vater war Verkäufer und konnte sie und ihre Laufbahn nur in bescheidenem Rahmen unterstützen. Ab 15 Jahren konnte sie dennoch am Stern’schen Konservatorium in Berlin bis zu ihrer Diplomierung am 1. April 1920 eine Ausbildung geniessen.
Fischer heiratete 1923 in Berlin-Charlottenburg Ernest Simson aus Düsseldorf. 1924 kam ihre Tochter Gabrielle in Amsterdam zur Welt. Lisy Fischer gab zu dieser Zeit Konzerte und erteilte Klavierstunden. Wann die Familie nach England umsiedelte, ist nicht dokumentiert. Nach dem Tod ihres Ehemannes 1988 lebte sie bis zu ihrem Tod weiterhin mit ihrer Tochter in England. Lisy Fischer starb am 6. Juni 1999 und ist im jüdischen Sektor des Preston-Friedhofs in North Shields begraben.

#### Familiäres Umfeld
Lisy Fischer war eines von vier Mitgliedern der Familie Hochstetter mütterlicherseits, die eine Karriere in der Musik oder Literatur machten. Ein Cousin war der Komponist Kurt Weill. Ein anderer Cousin, Gustav Hochstetter, Professor der Literatur an der Universität Brüssel, war Schriftsteller und Poet. Er war auch ein Freund von Wilhelm Busch.
Sein älterer Bruder, Caesar Hochstetter (geb. 12. Januar 1863 in Ladenburg, gest. während des Holocausts), war auch Musiker und Komponist, der mit Max Reger zusammenarbeitete. Dieser widmete ihm das Musikstück Aquarellen. Die Grossmutter ihres Ehemannes, Rosette Wiener, war eine Schwester des Medailleurs Jacob Wiener.

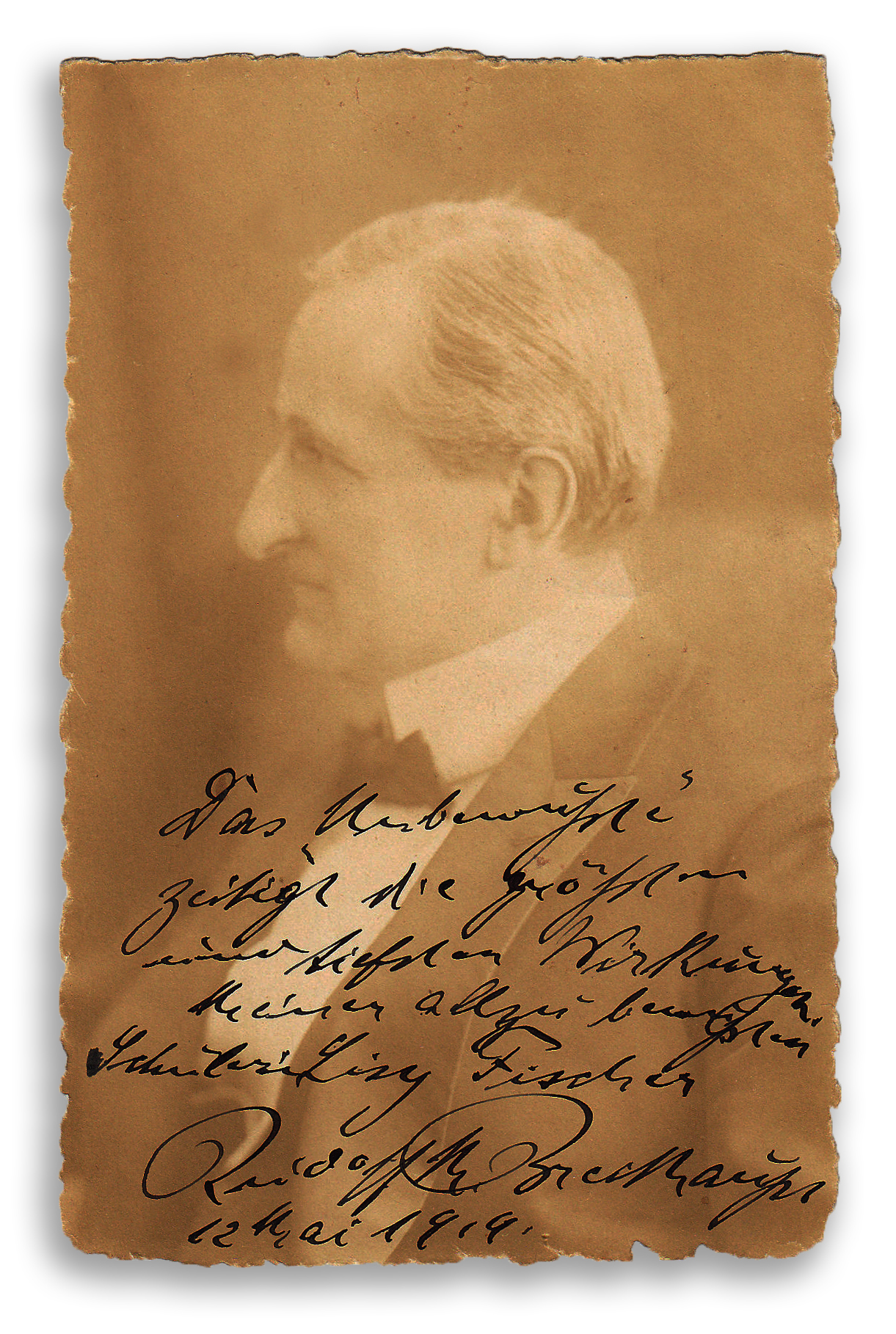
Rudolf Maria Breithaupt, Foto mit Widmung für Lisy Fischer

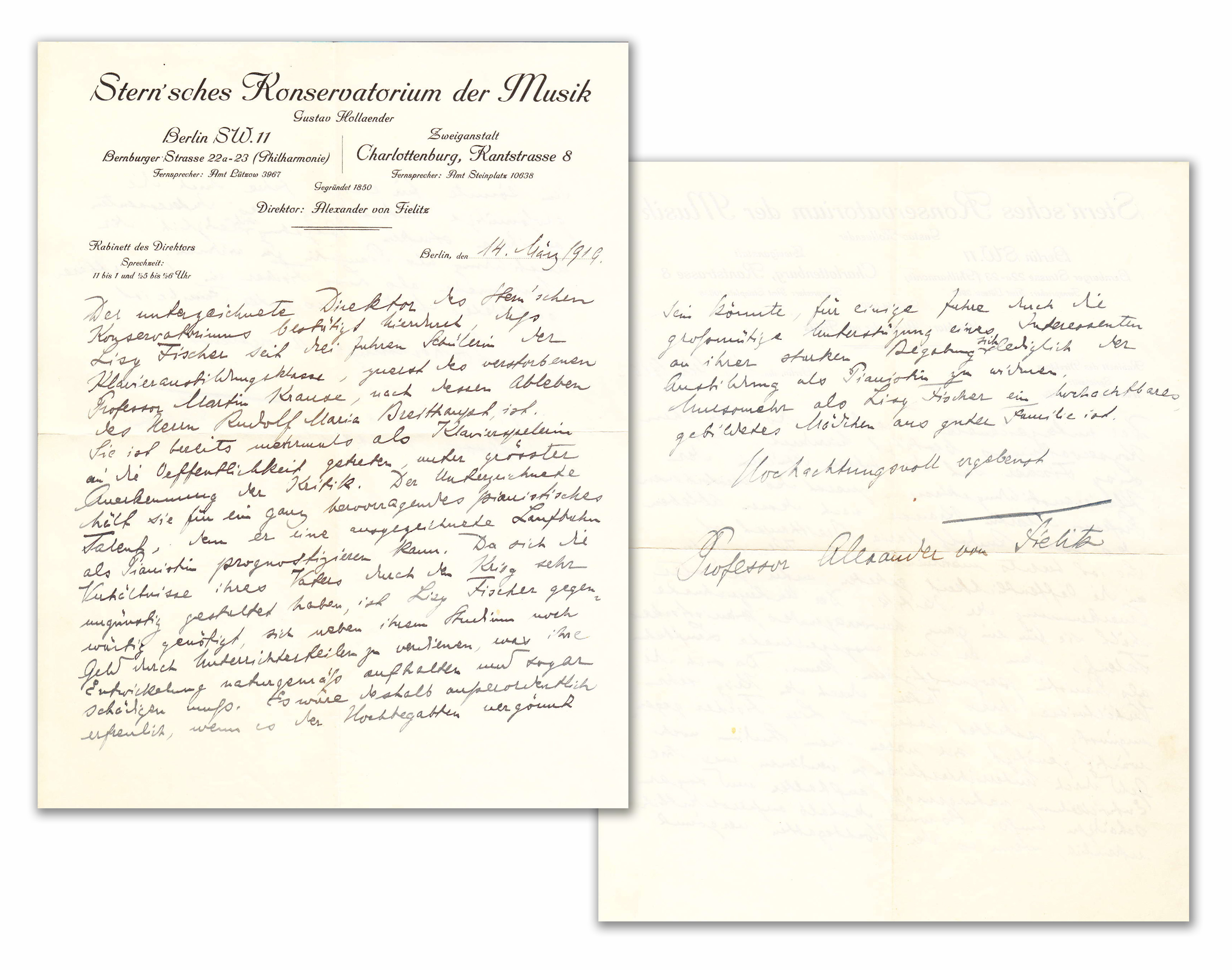
Brief von Alexander von Fielitz, datiert vom 14. März 1919

### Karriere
Lisy Fischers Karriere war durch die beiden Weltkriege stark betroffen. Die Familie lebte in der neutralen Schweiz, und Lisy Fischer hatte schon mit 11 Jahren Auftritte in Genf und wurde von damals renommierten Lehrern betreut. 1915 wurde sie, trotz des Krieges, am Stern-Konservatorium in Berlin aufgenommen und machte dort 1920 ihr Diplom. Ihre Lehrer, besonders Martin Krause, Rudolf Maria Breithaupt und Wilhelm Klatte, hielten viel von ihrem Talent und ihrer Disziplin. Der damalige Direktor des Konservatoriums, Alexander von Fielitz, bemühte sich auch um sie, indem er mit einem Brief Sponsoren für ihr Studium suchte, da ihr Vater sie aufgrund des Krieges nicht genug unterstützen könne und sie neben dem Studium Klavierstunden erteilen müsse. Auch ihr Lehrer, Professor Breithaupt, hielt sehr viel von ihr und schrieb ihr auf seinem Foto am 12. Mai 1919 die Widmung: «Das Unbewusste produziert die grössten und tiefsten Effekte. Für meine Studentin, Lisy Fischer, die sehr bewusst ist in ihrem Tun.» In ihrem Diplom wurde sie gelobt: «Die Bestimmtheit, Klarheit und Reinheit ihrer Auffassung, die Einfachheit und Natürlichkeit ihrer Ausführung, gibt ihrem Vortrag eine seltene Objektivität, Ruhe und technische Kompetenz. Ihre Ernsthaftigkeit kombiniert mit seltener Klarheit und Präzision, wie auch die feine musikalische Geschicklichkeit […] gibt dieser unüblichen Vortragtechnik ihren nötigen Charme.»
Zwischen 1920 und 1922 trat Fischer in vielen deutschen Städten auf, wie Baden, Berlin, Braunschweig, Köln, Görlitz, Guben, Hannover, Leipzig, Magdeburg und Stettin (jetzt Szczecin in Polen). Nach ihrer Heirat lebte sie weiterhin in der Schweiz, wo sie zwischen 1922 und 1927 oft am Schweizer Radio Konzerte gab. Leider sind keine Tondokumente mehr auffindbar, wie eine Recherche beim Schweizer Radio ergab. Der weitere Verlauf ihrer Karriere in England ist nicht dokumentiert.

### Kritiker-Stimmen
| Datum             | Publikation              | Textauszug |
| ----------------- | ------------------------ | --- |
| 26. März 1912     | Le Genevois              | «Reifes künstlerisches Temperament, perfekte Technik, leichter Anschlag und feiner, delikater Stil.» |
| 10. Februar 1913  | ABC                      | «Sie ist bestimmt dazu, eine bekannte Künstlerin zu werden, wenn sie so gewachsen ist, dass ihre Füsse die Pedalen erreichen.» |
| 15. Juni 1915     | La Suisse                | «Fräulein Fischer demonstrierte eine graziöse und brillante Technik.» |
| 6. Juli 1917      | Allgemeine Musik Zeitung | «Lisy Fischer, eine Puppe auf dem Weg zum Schmetterling, zeigt sehr feine Töne und Rhythmus.» |
| 21. Januar 1919   | Berliner Mittagszeitung  | «Ein ausserordentliches Talent zeigte sich bei der kindlichen, jungen Pianistin, Lisy Fischer.» |
| 7. Januar 1920    | Berliner Börsen-Courier  | «Ihre Technik ist gepflegt, ihr Anschlag leicht und sie spielt mit viel Gefühl und Verstand. Sie zeigt die Individualität ihrer eigenen Persönlichkeit.» |
| 27. November 1920 | Crossener Tageblatt      | «Sie trägt den Namen des besten und berühmtesten Pianisten – Edwin Fischer. Sie teilt mit ihm viel mehr als das grosse Können – das Konzept grosser Kunst. Eine unübliche Beweglichkeit und Können bringt diese zwei Personen zusammen. Durch ihre Reife mit einer reichen künstlerischen Persönlichkeit zeigt sie schon grosse Individualität und erfüllt die Ansprüche des Publikums. Fräulein Fischer ist ein Wunderkind im wahrsten Sinne des Wortes.» |

## Auszeichnungen
- 1920: Professor Gustav Hollaender-Medaille